# Liste der Gaufürsten des Säbelantilopengaues
Diese Liste der Gaufürsten des Säbelantilopengaues (Ma-hedj) nennt alle bekannten Gaufürsten des Alten und des Mittleren Reiches im  alten Ägypten.

## Altes Reich
- Chenuka, vielleicht 4. Dynastie, bestattet in Tehna, Grab Nr. 16
- Kawehem, 5. Dynastie, bestattet in Zawyet el-Maiyitin[1] Grab Nr. 6
- Chunes, 5. Dynastie, bestattet in Zawyet el-Maiyitin, Grab Nr. 2
- Nianchpepi / Chnumhotep / Hepi, 5. Dynastie, bestattet in Zawyet el-Maiyitin, Grab Nr. 14[2]

## Mittleres Reich
- Baket (I.), 11. Dynastie, bestattet in Beni Hasan, Grab Nr. BH 29
- Baket (II.), 11. Dynastie, bestattet in Beni Hasan, Grab Nr. BH 33, Sohn von Baket I.
- Ramuschenti, 11. Dynastie, bestattet in Beni Hasan, Grab Nr. BH 27, vielleicht Sohn von Baket II.
- Baket (III.), 11. Dynastie, bestattet in Beni Hasan, Grab Nr. BH 13, Sohn von Ramuschenti
- Chnumhotep (I.), 12. Dynastie, unter Amenemhet I., bestattet in Beni Hasan, Grab Nr. BH 14
- Cheti, 12. Dynastie, unter Sesostris I., bestattet in Beni Hasan, Grab Nr. BH 29
- Amenemhet, 12. Dynastie, unter Sesostris I., bestattet in Beni Hasan, Grab Nr. BH 2
- Nacht, 12. Dynastie, unter Sesostris I. und Amenemhet II., bestattet in Beni Hasan, Grab Nr. BH 21[3]

Die folgenden drei Beamten sind in Beni Hasan bestattet, tragen aber keine Gaufürstentitel:
- Netjernacht, 12. Dynastie, bestattet in Beni Hasan, Grab Nr. BH 24
- Chnumhotep II., 12. Dynastie, Amenemhet II. bis Sesostris II. bestattet in Beni Hasan, Grab Nr. BH 3
- Chnumhotep III., 12. Dynastie, Sesostris III. bestattet in Beni Hasan, Grab Nr. BH 4